# Взуттєва колодка
Взуттєва колодка (також чоботарська колодка, копи́л, розм. копи́то) — пристосування для підтримки форми взуття в процесі її виготовлення, за формою нагадує людську стопу. Колодка визначає зовнішній вигляд і зручність взуття і являє собою центральний, найважливіший, найскладніший і тісно пов'язаний з наукою компонент виробництва взуття.

## Класифікація
Відповідно до ВРЕ, існують три типи колодок:
- затяжні, що використовуються для скріплення і формування деталей взуття;
- прасувальні — для прасування підошов
- оздоблювальні — для використання при обробці верху взуття.

Люксімон и Ма  пропонують інші класифікації колодок:
- за висотою підбору;
- за формою носка
- за матеріалом;
- за стилем взуття (спортивне сандалі, тощо);
- за способом виготовлення (вручну або на верстаті).

## Історія

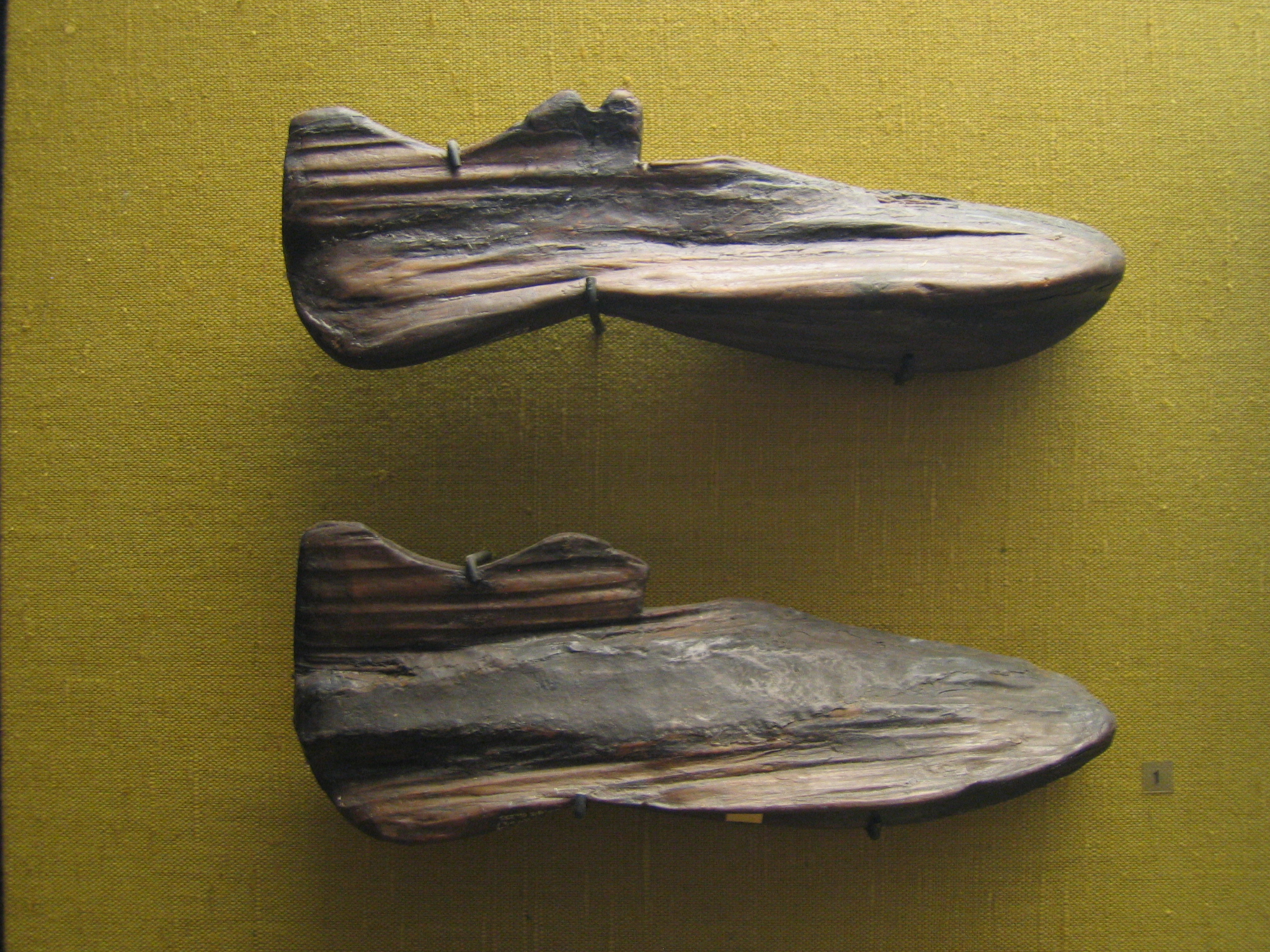
Колодки VII століття із Алеманії

Використання колодок у виробництві взуття почалося в сивій давнині. Спочатку вони виготовлялися повністю вручну. Однак, вже в 1815 році Т. Бланчард винайшов копіювальний токарний верстат для обробки предметів неправильної форми (спочатку використовувався для виготовлення гарматних стволів), який потім був використаний для виготовлення колодок . Вдосконалені токарно-копіювальні верстати використовуються у виробництві колодок і понині. До середини XIX століття для правої і лівої ноги зазвичай використовувалися одні і ті ж колодки, взуття тому можна було носити на будь-який нозі . До 1880 року в США використовувалися тільки цілі розміри взуття і три повноти, після 1880 року з'явилися розміри з кроком ½ (спроба в XX столітті ввести крок ¼ виявилася невдалою через подорожчання запасів у взуттєвих магазинах); в XXI столітті американська система розмірів включає кілька повнот, зазвичай від ААА (вузькі) до EE (широкі).

## Виготовлення
Створення колодки повністю залежить від майстерності її виробника, який обточує заготовку до тих пір, поки не досягне потрібної форми, керуючись при цьому кількома вимірами. Після створення еталонної колодки вона масштабується з тим, щоб дати можливість виготовлення взуття різних розмірів.
Як матеріал для виготовлення колодок застосовуються дерево, пластмаси і метал (зокрема, з металу виконуються колодки для формування і вулканізації підошви). На початку XXI століття виробники колодок воліють пластмаси, зазвичай поліетилен (як високої, так і низької щільності). Незважаючи на те, що цей матеріал важче дерева і дорожче інших альтернативних матеріалів, його легше обробляти на верстатах з ЧПК.

## Фразеологія
- Існують вирази «на один копил» (про людей з однаковими якостями, зокрема, недоліками), «робити на свій копил» (по-своєму)[1].